# Tschingellochtighorn
Das Tschingellochtighorn – gemäß Landeskarte der Schweiz Tschingellochtighore, was der Dialektbezeichnung entspricht – ist ein 2735 m ü. M. hoher Berg der Berner Alpen zwischen Engstligen- und Kandertal nordöstlich des Wildstrubels mit Felskopf über breiteren Schutthängen im Schweizer Kanton Bern.
Es handelt sich um einen aus vier Türmen bestehenden Kalkgipfel, auf den verschiedene Kletterrouten führen. Der Anmarsch erfolgt von Adelboden über Engstligenalp und Ärtelengrat oder von Kandersteg über Ueschinental und Engstligengrat.